# Lexikalisch-funktionale Grammatik
Die Lexikalisch-funktionale Grammatik (LFG) ist ein Unifikationsgrammatikmodell. Es entstand als Reaktion auf die Forschung im Bereich der Transformationsgrammatik und bezieht sich vor allem auf die Syntax, Morphologie und Semantik, nicht jedoch auf die Phonologie. In jüngerer Zeit wurden jedoch Ideen aus der phonologischen Optimalitätstheorie in der LFG populär. Die LFG wurde in den 70er Jahren von Joan Bresnan und Ronald Kaplan entwickelt. Sie wollten ein Grammatikmodell erschaffen, das genug Tiefe für Linguisten besitzt und gleichzeitig dem strengen Formalismus der Computerlinguistik genügt und von einem Parser effizient verarbeitet werden kann.

## Das Modell
Im Gegensatz zur Syntax Chomskys, die durch Transformationen verbundene separate Ebenen der linguistischen Darstellung beinhaltet, basiert die LFG auf zwei sich gegenseitig einschränkenden Strukturen:
- ein Konstituentenbaum (C-Struktur, englisch constituent)
- eine Merkmalstruktur (F-Struktur, englisch feature)

Konstituenten sind Wortfolgen, die in einem inneren Zusammenhang stehen. Sie werden auch als Phrasen bezeichnet. Ein Satz S besteht in der Regel aus mehreren Konstituenten (z. B. Nominalphrasen NP, Verbalphrasen VP, Adjektivphrasen AdjP).
Viele syntaktische Probleme lassen sich durch die unvollständige Korrespondenz zwischen diesen beiden Strukturen erklären. Sie müssen vereinigt werden, um grammatische Sätze zu bilden. Technisch ausgedrückt: Die LFG widerspricht dem in jüngeren Arbeiten zur Transformationsgrammatik aufgestellten Projektionsprinzip. Demnach sind syntaktische Strukturen direkte Repräsentationen bestimmter lexikalischer Informationen. Die LFG bietet jedoch flexiblere Beziehungen zwischen der syntaktischen und semantischen Struktur und schließt damit die Notwendigkeit von Transformationen aus.

## C-Struktur (Konstituenten)
Um die C-Struktur zu verstehen, betrachten wir zunächst folgende einfache formale Grammatik:
{\displaystyle {\begin{matrix}(1)&{\text{S }}&\rightarrow &{\text{NP}}\quad {\text{VP}}\\(2)&{\text{NP}}&\rightarrow &{\text{nomen}}\\(3)&{\text{NP}}&\rightarrow &{\text{artikel}}\quad {\text{nomen}}\\(4)&{\text{VP}}&\rightarrow &{\text{verb}}\quad {\text{NP}}\end{matrix}}}
Die Begriffe nomen, artikel und verb stehen für Terminalsymbole der Grammatik. Terminalsymbole werden meist klein- und Nonterminalsymbole großgeschrieben. Genauer sind nomen, artikel und verb Präterminalsymbole. Sie sind lediglich die Vorstufe zum Terminalsymbol, sie stehen für eine Klasse von Terminalsymbolen. Die tatsächlichen Terminalsymbole, die Wörter, werden nicht in der Grammatik angegeben, sondern stehen in einem Lexikon. Kommt ein Wort in zwei Klassen vor, steht es zweimal im Lexikon.
Mit dieser Grammatik lässt sich der Satz Die Kinder essen Brei entwickeln:
{\displaystyle \left.{\begin{aligned}&\left.{\begin{aligned}&{\text{Die}}\quad &{\text{artikel}}\quad \\&{\text{Kinder}}\quad &{\text{nomen}}\quad \end{aligned}}\right\rangle ^{(3)}\quad {\text{NP}}\\&\left.{\begin{aligned}&{\text{essen}}&\ &{\text{verb}}\\&{\text{Brei}}&\left.{\text{nomen}}\right\rangle ^{(2)}&{\text{NP}}\end{aligned}}\right\rangle ^{(3)}{\text{VP}}\end{aligned}}\right\rangle ^{(1)}{\text{S}}}
Diese Grammatik erlaubt auch Sätze wie Das Kind essen Brei oder Autos essen Straßen. Es müssen also zusätzliche Eigenschaften wie Kasus, Genus, Tempus, Numerus und Spezifikation berücksichtigt werden.

## F-Struktur (Features)
Da C-Struktur alleine nicht ausreicht, richtige Sätze zu erzeugen, besitzt die LFG zusätzlich die F-Struktur. Zunächst legen wir ein Lexikon mit den zusätzlichen Eigenschaften an. Eigenschaften, die nicht angegeben sind, sind noch nicht festgelegt.
| Kasus   | Akkusativ |
| Genus   | Maskulin  |
| Numerus | Singular  |

| Kasus   | Nominativ |
| Genus   | Neutrum   |
| Numerus | Plural    |

| Kasus   | Nominativ |
| Numerus | Plural    |

| Kasus   | Akkusativ            |
| Numerus | Singular oder Plural |

| Kasus   | Nominativ |
| Numerus | Plural    |

| Kasus   | Akkusativ            |
| Numerus | Singular oder Plural |

| Kasus   | Nominativ |
| Genus   | Neutrum   |
| Numerus | Singular  |

| Kasus   | Nominativ |
| Genus   | Neutrum   |
| Numerus | Plural    |

Die oben angegebene Grammatik wird nun zu einer LFG erweitert:
{\displaystyle {\begin{matrix}(1)&{\text{S }}&\rightarrow &{\text{NP}}:(\uparrow {\text{Subjekt}})=\downarrow \quad {\text{VP}}:\uparrow =\downarrow \\(2)&{\text{NP}}&\rightarrow &{\text{nomen}}\\(3)&{\text{NP}}&\rightarrow &{\text{artikel}}\quad {\text{nomen}}\\(4)&{\text{VP}}&\rightarrow &{\text{verb}}\quad {\text{NP}}:(\uparrow {\text{Objekt}})=\downarrow \end{matrix}}}
Die Gleichungen geben an, dass eine Unifikation (Zuordnung) erfolgen muss.
Bei {\displaystyle \uparrow =\downarrow } wird die F-Struktur des übergeordneten Knotens der C-Struktur mit der F-Struktur des untergeordneten Knotens unifiziert.
Die Gleichung {\displaystyle (\uparrow {\text{Subjekt}})=\downarrow } unifiziert den Knoten Subjekt der F-Struktur des übergeordneten Knotens der C-Struktur mit der F-Struktur des untergeordneten Knotens.
Wir betrachten wieder den Satz Die Kinder essen Brei und die oben angegebene Entwicklung. Jedoch betrachten wir den Vorgang aus Sicht eines Parsers:
Die Kinder erzeugen einen NP-Knoten. Die und Kinder sind ein NP-Knoten in der C-Struktur. Dessen F-Struktur wird durch Unifizieren der F-Strukturen von Die und Kinder erzeugt. Die Notation der Strukturen erfolgt in sogenannten Attribut-Wert-Matrizen (AWMs):
{\displaystyle {\begin{bmatrix}{\text{Kasus}}&{\text{Nominativ}}\\{\text{Genus}}&{\text{Neutrum}}\\{\text{Numerus}}&{\text{Plural}}\end{bmatrix}}}
Durch die Gleichung {\displaystyle (\uparrow {\text{Subjekt}})=\downarrow } wird diese F-Struktur mit Subjekt aus der F-Struktur von S unifiziert:
{\displaystyle {\begin{bmatrix}{\text{Subjekt}}&{\begin{bmatrix}{\text{Kasus}}&{\text{Nominativ}}\\{\text{Genus}}&{\text{Neutrum}}\\{\text{Numerus}}&{\text{Plural}}\end{bmatrix}}\end{bmatrix}}}
Diese wird zum Schluss mit der F-Struktur des VP-Knotens unifiziert:
{\displaystyle {\begin{bmatrix}{\text{Tempus}}&{\text{Präsens}}\\{\text{Subjekt}}&{\begin{bmatrix}{\text{Kasus}}&{\text{Nominativ}}\\{\text{Genus}}&{\text{Neutrum}}\\{\text{Numerus}}&{\text{Plural}}\end{bmatrix}}\\{\text{Objekt}}&{\begin{bmatrix}{\text{Kasus}}&{\text{Nominativ}}\\{\text{Genus}}&{\text{Akkusativ}}\\{\text{Numerus}}&{\text{Plural}}\end{bmatrix}}\end{bmatrix}}}
Das Kind essen Brei ist für die gegebene LFG nicht gültig, da die F-Struktur der NP nicht mit der F-Struktur aus essen unifiziert werden kann:
{\displaystyle {\begin{bmatrix}{\text{Tempus}}&{\text{Präsens}}\\{\text{Subjekt}}&{\begin{bmatrix}{\text{Kasus}}&{\text{Nominativ}}\\{\text{Genus}}&{\text{Neutrum}}\\{\text{Numerus}}&{\text{Plural}}\not ={\text{Singular}}\end{bmatrix}}\\{\text{Objekt}}&{\begin{bmatrix}{\text{Kasus}}&{\text{Nominativ}}\\{\text{Genus}}&{\text{Akkusativ}}\\{\text{Numerus}}&{\text{Plural}}\end{bmatrix}}\end{bmatrix}}}

## Ausblick
Tatsächlich werden im Lexikon wesentlich mehr Daten gespeichert. So würde bei Kinder etwa die Spezifikation belebt gespeichert. Des Weiteren werden die zugrunde liegenden Lexeme gespeichert. Das Lexikon muss nicht vollständig aufgelistet werden. Da sich Wörter in Morpheme zerlegen lassen, reicht es häufig aus, Grundformen zu speichern.